# St. Nikolaus (Rettigheim)

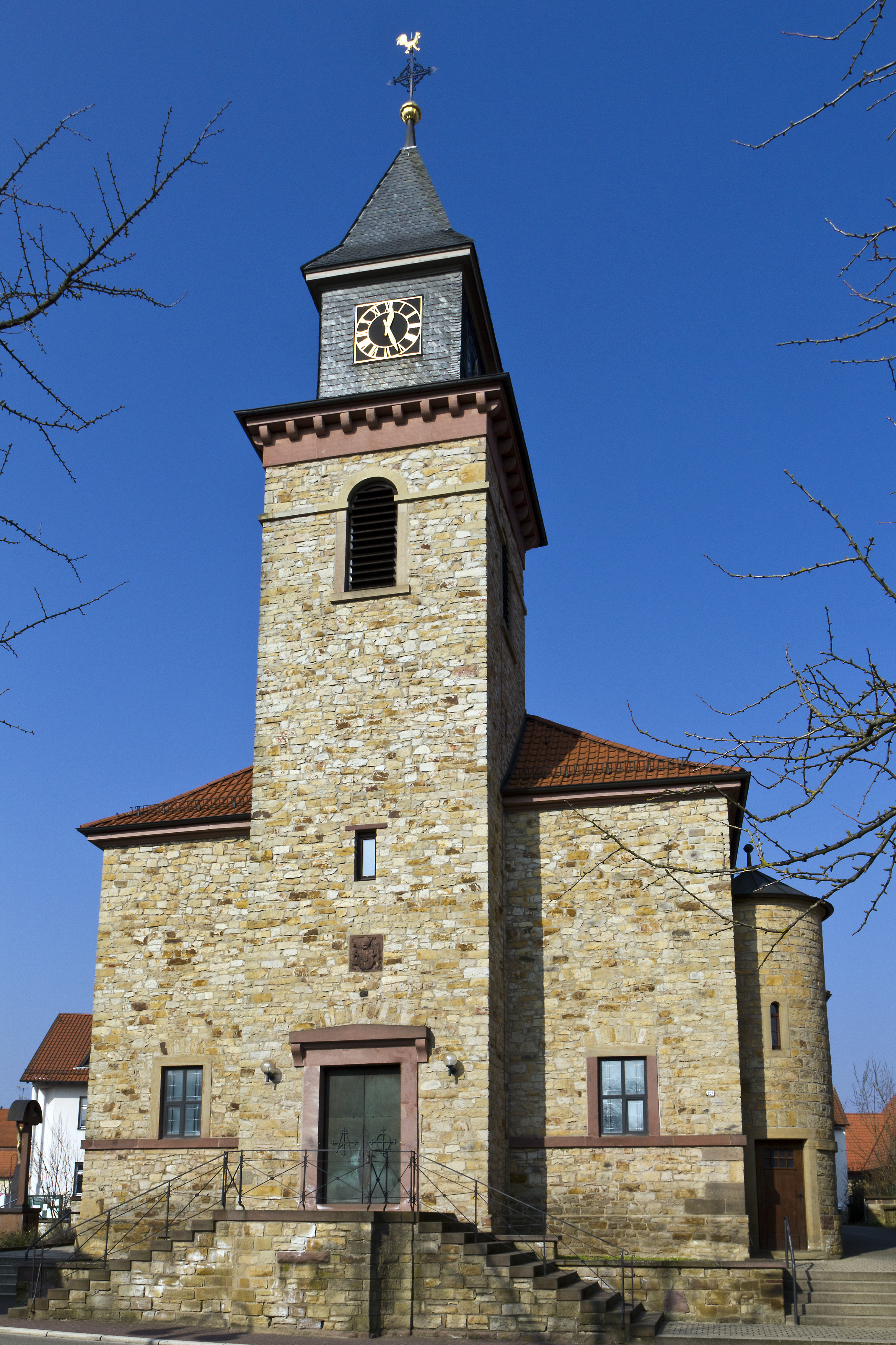
St. Nikolaus in Rettigheim

Die katholische Pfarrkirche St. Nikolaus in Rettigheim, einem Ortsteil der Gemeinde Mühlhausen im Rhein-Neckar-Kreis in Baden-Württemberg, wurde 1823/24 errichtet. Teile der Kirche sind als Baudenkmal geschützt.

## Geschichte
Bereits im Spätmittelalter stand an gleicher Stelle eine Kapelle, die erstmals 1594 erwähnt wird. Rettigheim gehörte lange Zeit zur Urpfarrei Malsch und wurde erst 1870 eigene Pfarrei. Beim Bau einer zweiten Sakristei stieß man im Jahr 1930 beim Kellerausbau auf die Fundamente der mittelalterlichen Kapelle und auf Sargreste des alten Friedhofs, der ab 1730 unmittelbar um die Kapelle angelegt worden war.
Die Pfarrgemeinde gehört seit 2015 der Seelsorgeeinheit bzw. Kirchengemeinde Letzenberg an, zu der die katholischen Gemeinden der Orte Malsch, Malschenberg, Mühlhausen mit Tairnbach, Rauenberg, Rettigheim und Rotenberg gehören.

## Architektur
Die alte Kapelle wurde abgetragen und 1823/24 wurde nach Plänen des Weinbrennerschülers Ferdinand Thierry, Bezirksbaumeister in Heidelberg, die neue Kirche im Stil des Klassizismus errichtet. Die Saalkirche mit Frontturm war sehr schlicht und einfach gehalten. Ab 1875 wurde die Kirche durch einen Chor erweitert und danach im Innern renoviert, wobei neue Altäre, Heiligenfiguren und Kreuzwegstationen angeschafft wurden. Bei der Außenrenovation im Jahr 1904 wurde der ursprüngliche Verputz abgenommen und seitdem zeigt sich das historische Langhaus mit seinen gelben Sandsteinwänden.
Im Jahr 1956 wurde ein neues Querhaus mit Chorraum errichtet, denn durch den Zuzug vieler Heimatvertriebener nach 1945 war die Kirche zu klein geworden.

## Orgel
Die erste Orgel von 1824 wurde 1897 durch ein neues Instrument ersetzt. Im Jahr 2010 wurde eine neue Orgel des Rettigheimer Orgelbauers Karl Göckel (* 1957) ihrer Bestimmung übergeben.
| I Hauptwerk C–g3 |            |       |
| 1.               | Principal  | 8‘    |
| 2.               | Rohrflöte  | 8‘    |
| 3.               | Octave     | 4‘    |
| 4.               | Flöte      | 4‘    |
| 5.               | Octave     | 2‘    |
| 6.               | Mixture IV | 1 ⁄3′ |
| 7.               | Trompete   | 8‘    |

| II Brustwerk C–g3 |                  |        |
| 8.                | Gedacktflöte     | 8‘     |
| 9.                | Gamba            | 8‘     |
| 10.               | Voix Celeste     | 8‘     |
| 11.               | Flute octaviante | 4‘     |
| 12.               | Nasard           | 2 ⁄3′  |
| 13.               | Octavine         | 2‘     |
| 14.               | Tierce           | 1 3⁄5′ |
| 15.               | Hautbois         | 8‘     |

| Pedalwerk C–f1 |             |     |
| 16.            | Subbass     | 16‘ |
| 17.            | Octavbass   | 8‘  |
| 18.            | Gedecktbass | 8‘  |
| 19.            | Basson      | 16‘ |

## Glocken
In den beiden Weltkriegen mussten die Glocken für Rüstungszwecke abgegeben werden. 1947 wurde ein neues Gussstahlgeläute gekauft, das aber wegen seines schlechten Klangs 1957 durch ein neues Bronzegeläut der Firma Friedrich Wilhelm Schilling in Heidelberg ersetzt wurde.